# Перше сербське повстання

Перше сербське повстання (серб. Први српски устанак) — національно-визвольне антифеодальне повстання сербського народу проти турецького військово-феодального гніту в 1804—1813 роках.
Посилення експлуатації сербських селян турецькими поміщиками, господарювання у Сербії (Белградському пашалиці) яничарів, які в січні 1804 року вбили близько 70 сербів, найпопулярніших у народі, загострили внутрішню обстановку в Сербії. У лютому 1804 року в Белградському пашалиці спалахнуло масове збройне повстання, яке очолив Карагеоргій (Чорний Георгій Петрович). Повстанці вимагали регламентації селянських повинностей, видворення з Сербії яничарів, надання Сербії автономії в області внутрішнього управління. Послана 1804 року до Росії депутація повстанців на чолі з М. Ненадовічем була доброзичливо прийнята в Петербурзі; повсталим надана грошова допомога та дипломатична підтримка. Франція, що підтримувала Османську імперію в боротьбі з Росією, і Австрійська імперія, яка побоювалася розповсюдження на її території визвольного руху пригноблених слов'янських народів, зайняли по відношенню до повстання ворожу позицію.

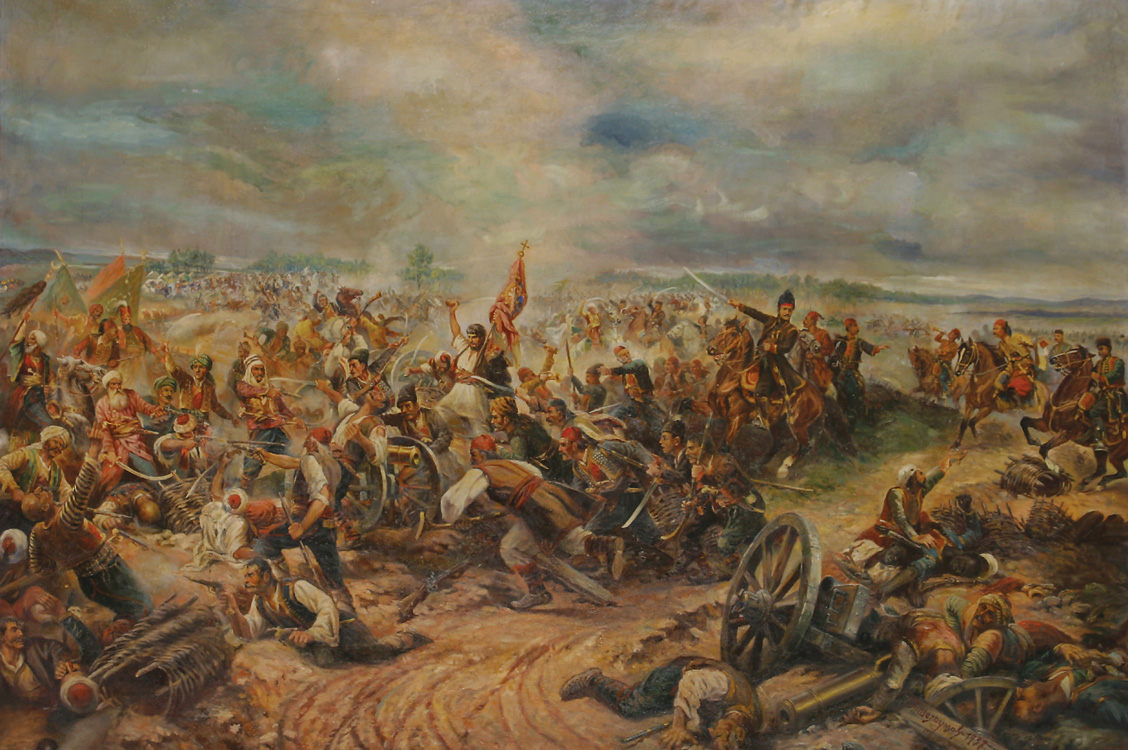
Битва при Мішарі

Уряд султана Селіма III, що намагався спочатку використовувати антияничарську спрямованість повстання, незабаром перейшов до його придушення збройною силою. Однак у битвах при Іванковаце (6 серпня 1805) і на Мішарі (1 серпня 1806) сербські повстанці розгромили турецькі війська, а в кінці 1806 — початку 1807 року захопили фортеці Белград і Шабац.
Наприкінці грудня 1806 року розпочалася російсько-турецька війна. Військові успіхи сербів, заступництво Росії дозволили повстанцям відмовитися від укладеного ними з турецьким урядом Ічкового миру, що передбачав автономію Сербії, і висунути завдання її повного звільнення. 1807 року і після припинення Слободзейського перемир'я між Росією і Османською імперією (серпень 1807 — березень 1809) до кінця війни російські війська неодноразово билися разом із сербськими повстанцями проти спільного ворога (битви при Брза-Паланки і Кладово 1809 року, під Варварином 1810 року та інші). За наполяганням М. І. Кутузова в Бухарестський мирний договір 1812 року була включена ст. 8, яка зобов'язувала для Туреччину надати Сербії внутрішнє самоврядування. Ця стаття стала важливим міжнародно-правовим актом, що дозволив Сербії згодом, спираючись на неї і користуючись військовою і дипломатичною допомогою Росії, домагатися незалежності.

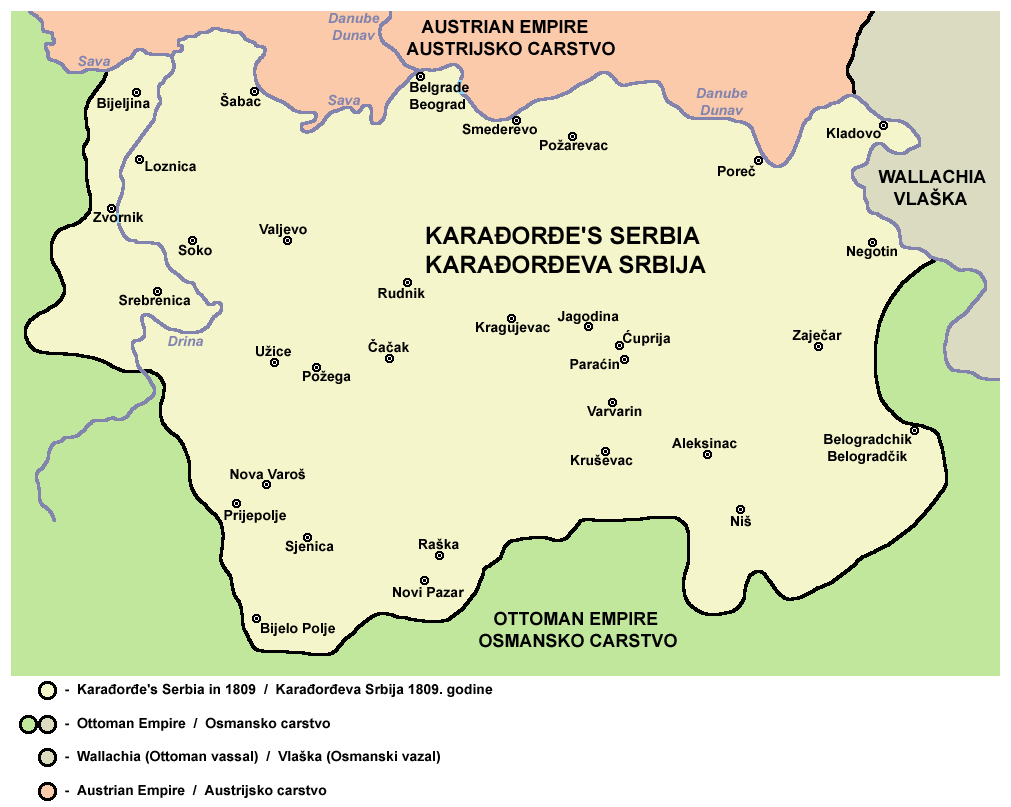
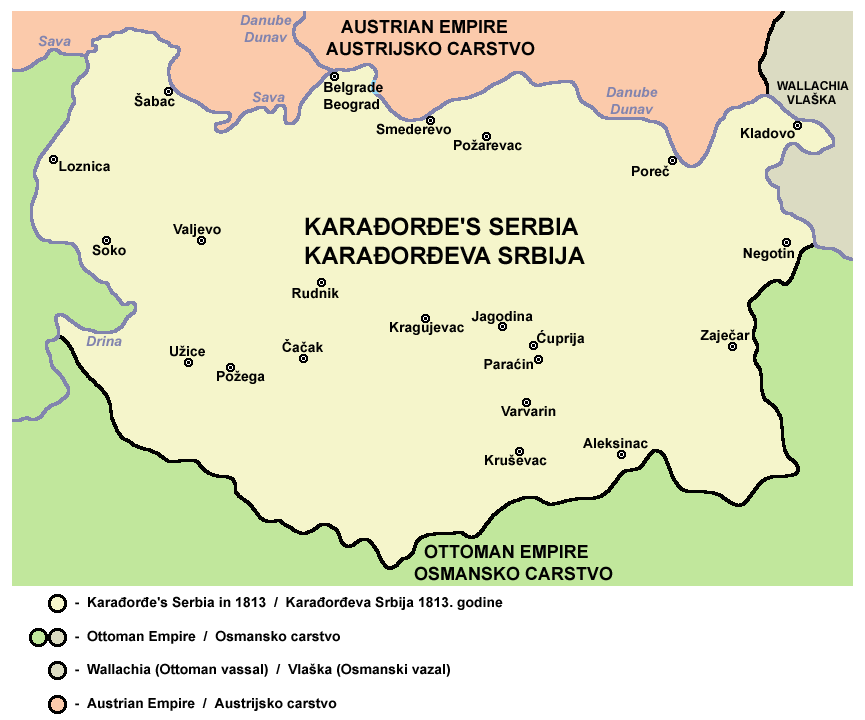

## Наслідки
У ході повстання з Сербії були вигнані турецькі чиновники і поміщики, ліквідовано турецьке феодальне землеволодіння. Земля перейшла в руки сербського селянства, з-посеред якого виділилася прошарок сільській торгової буржуазії, яка зайняла керівне становище в країні. 1805 року була створена «Сербська народна урядова рада» — адміністративний орган, що управляв визволеною від турецьких військ територією. В умовах військових дій вища влада належала Карагеоргію, в округах (нахіях) — місцевим воєначальникам (воєводам). Найважливіші питання внутрішньої і зовнішньої політики вирішувала народна скупщина. На звільненій від турецького панування території певного розвитку досягло ремесло. Сербський просвітитель Д. Обрадович створив 1808 року в Белграді Велику школу.
1813 року Османська імперія, скориставшись тим, що Росія була зайнята війною, напала на Сербію і, розгромивши сербські війська, відновила владу султана. Проте вже 1815 року спалахнуло нове сербське повстання.